# Коти (мюзикл)
«Коти» (англ. Cats) — мюзикл Е. Ллойда Веббера за мотивами збірника віршів Т. С. Еліота «Котознавство від Старого Опосума» (англ. «Old Possum's Book of Practical Cats»). Прем'єра мюзиклу відбулася 11 травня 1981 року на сцені Нового лондонського театру, а 7 жовтня 1982 року — відбулася прем'єра на Бродвеї.
Мюзикл був нагороджений премєю Тоні і поставлений в багатьох столицях світу, зокрема у Варшаві (2003), Москві (2005), Будапешті та Токіо (2007).

## Структура
| Дія I - Увертюра — Оркестр - Пролог: Медові пісні для Медових Киць — Трупа - Назвати кота — Трупа - Запрошення на медовий бал — Вікторія, Кваксо, Манкустрап - Порядна Кішка Ґамбі — Дженіаґарда, Манкустрап, Бомбаруліна, Джелла-цариця, Деметра - Рам Там Таґер — Рам Там Таґер, Трупа - Ґрізабелла: Гламурна кішка — Ґрізабелла, Деметра, Бомбаруліна - Бастофер Джонс: Клубний Кіт — Бастофер, Дженіаґарда, Джелла-цариця, Бомбаруліна - Манґоджері та Рампельтейзер — Манґоджері, Рампельтейзер - Старенький кіт Повторення Закону — Манкустрап, Рам Там Таґер, Старенький кіт Повторення Закону - Про страхітливу битву Пекінесів і Поліклів — Манкустрап, Трупа - Пісня Медових Киць — Трупа - Медовий бал — Оркестр - Ґрізабелла: Гламурна кішка (реприза) — Ґрізабелла - Пам'ять — Ґрізабелла | Дія II - Хвилі Щастя/Пам'ять — Старенький кіт Повторення Закону, Джемайма - Ґус, Театральний Кіт — Аспараґус, Джелла-цариця - *Останній бій Ревучого Тигра, інкорпорується або 'The Ballad Of Billy M'Caw', або італійська арія 'In Una Tepida Notte' — Ревучоий Тигр, Ґрідлбоун, Ґілберт, сіамці - Ґус, Театральний Кіт (реприза) — Аспараґус - Скімблшенкс, Залізний Кіт — Скімблшенкс, Трупа - Таємничий Макавіті — Деметра, Бомбаруліна - Бій Макавіті — Макавіті, Манкустрап, Алонзо - Пан Містофель — Кваксо, відомий також як Пан Містофель, Рам Там Таґер - Медовий вибір — Джемайма, Манкустрап - Пам'ять (реприза) — Ґрізабелла, Джемайма - Подорож до шару Гевісайда — Трупа - Фінал: Як звертатись до котів — Старенький кіт Повторення Закону |

* не з'являється у фільмі 1998 року

## Галерея
|  |  |  |